# Málo dotčený taxon
Málo dotčený taxon (ve zkratce LC, z anglického Least concern) je stupeň ohrožení podle červeného seznamu IUCN. Jedná se o taxony, u nichž jsou jen velmi malé nebo žádné obavy z vyhynutí.

## Příklady
- Encephalartos villosus – druh cykasu
- ještěrka zelená
- orel mořský
- sumec sklovitý
- tučňák uzdičkový
- zejozob